# Canton de Saint Félix (Dordogne)
Pour les articles homonymes, voir Canton de Saint Félix.
Le canton de Saint Félix est un ancien canton français du département de la Dordogne. Il faisait partie du district de Nontron. Le canton avait pour chef-lieu Saint Felix (aujourd'hui Saint-Félix-de-Bourdeilles).

## Histoire
Le canton de Saint Félix est créé en 1790 sous la Révolution en même temps que les départements. Il dépend du district de Nontron jusqu'en 1795, date de suppression des districts.
Lorsque ce canton est supprimé par la loi du 8 pluviôse an IX (28 janvier 1801)  portant sur la « réduction du nombre de justices de paix », ses communes sont alors réparties entre le canton de Champagnac-de-Bel-Air (Belaygue et Boulouneix) et celui de Mareuil (les autres communes), tous deux dépendant de l'arrondissement de Nontron.

## Composition
- Belaygue[2]
- Boulonneix[3]
- Champaux[4],
- La Chapelle Montmoreau[5],
- La Chapelle Pommier[6],
- Laiguilhac (ou Leguillac)[7],
- Monsec[8],
- Saint Crepin[9],
- Saint Felix[1]